# Robert La Tourneaux
Robert La Tourneaux (22 de noviembre de 1941 - 3 de junio de 1986) fue un actor estadounidense, conocido por su papel de cowboy, un afable pero sutil estafador, contratado como regalo de cumpleaños para un hombre gay, en la producción original de Off-Broadway y la versión cinematográfica de 1970 de Los Chicos en la Banda.

## Biografía
Nacido bajo el nombre de Robert Rumph, La Tourneaux hizo su debut teatral en Broadway en el musical de 1967 Illya Darling. En 1968, formó parte del conjunto de la obra de Mart Crowley The Boys in the Band, estrenada el 14 de abril de 1968 en el Theater Four de la ciudad de Nueva York. El anuncio para cines de la versión cinematográfica utilizó fotografías del rostro de Leonard Frey y La Tourneaux, con La Tourneaux identificado como el "regalo" para el personaje de celebración de cumpleaños de Frey. Muchos periódicos estadounidenses se negaron a publicarlo.
Después del lanzamiento de la versión cinematográfica de The Boys in the Band, la carrera de La Tourneaux declinó. Sus únicas otras actuaciones cinematográficas fueron como actor de reparto en la película de Roger Corman, Von Richthofen and Brown (1971) y la película independiente Pilgrimage (Peregrinaje). También tuvo un pequeño papel en una versión para televisión hecha en 1974 de la obra de teatro de Máximo Gorki, Enemigos.
En el escenario, La Tourneaux apareció en un pequeño papel en la reposición en Broadway de El mercader de Venecia; también estaba previsto que volviera al escenario con la producción de Broadway de 1977 Vieux Carré de Tennessee Williams, pero finalmente no fue incorporado al elenco poco antes de su estreno.
La Tourneaux, abiertamente gay, inicialmente culpó a que el papel de estafador gay lo encasilló y lo incapacitó para obtener otro tipo de papeles valiosos, y en una entrevista de 1973 declaró: «The Boys fue el beso de la muerte para mí». En la antología de 1978 El libro de citas de Quentin Crisp, La Tourneaux comparó su carrera con la de otro actor gay, diciendo: «Charles Laughton interpretó todo tipo de papeles, pero nunca a un homosexual. La gente sabía que él era gay, pero su imagen pública [que incluía una esposa] nunca traicionó su realidad pública. Así que él estaba a salvo. En cambio, yo no estaba a salvo».
Incapaz de obtener trabajo como actor, La Tourneaux se vio en la necesidad de comenzar a modelar desnudo para revistas de hombres homosexuales, y en 1978 actuó desnudo en un monólogo de cabaret en el Ramrod, un teatro de la ciudad de Nueva York que exhibía películas pornográficas gay. Finalmente se convirtió en prostituto masculino.
También concedió una entrevista a una revista gay, en la cual nombraba a algunos de sus famosos amantes bisexuales casados y en el armario, alegando que uno de ellos había sido el actor ganador del Premio Óscar de la Academia, Christopher Walken. También acusó a Walken de tener una aventura con otro actor casado, Robert Wagner, la noche de la inexplicable muerte de la actriz Natalie Wood (esposa de Wagner). En 1983, La Tourneaux fue arrestado por asalto después de intentar sustraer dinero de un cliente y fue encarcelado en la isla prisión de Rikers Island. Mientras estaba en prisión, La Torneaux intentó suicidarse.
A principios de la década de 1980, La Tourneaux contrajo VIH, y recibió cobertura en los medios, cuando buscó vías legales para evitar ser desalojado de su apartamento, cuando su casero se opuso a la presencia de un portador del sida en el lugar. La Tourneaux ganó el caso judicial, pero murió en el Hospital Metropolitano el 3 de junio de 1986. El coprotagonista de The Boys Cliff Gorman y su esposa lo cuidaron durante toda su enfermedad hasta su fallecimiento. Fue enterrado en el cementerio Rosedale y Rosehill en Linden, Nueva Jersey.

## Trabajo
- The Doctors (1963, serie de televisión) - como el Dr. Mike Powers (1967)
- Illya Darling (1967, producción de Broadway)
- The Boys in the Band (1968, obra de teatro)
- The Boys in the Band (1970, película) - como el cowboy de Texas
- Von Richthofen and Brown (1971, película) - como Ernest Udet
- Pilgrimage (1972, película) - como Peter
- The Merchant of Venice (1973 producción de Broadway)
- Enemies (1974, TV film) - Oficial de policía (última aparición en televisión)